# Бенера Іван Іванович
Іва́н Іва́нович Бе́нера (11 вересня 1986 , Немирівський район, Вінницька область  — 2014 , Авдіївка, Донецька область ) — капітан (посмертно) 204-ї бригади тактичної авіації Повітряних Сил Збройних Сил України, учасник російсько-української війни.

## Життєпис
Закінчив школу «на відмінно», Вінницьке вище училище комп'ютерних технологій. Відслужив строкову службу, вирішив стати військовим. Закінчив Харківський університет військово-повітряних сил, направлений до Севастополя.
22 березня 2014-го, за кілька годин до штурму військової частини російськими окупаційними військами та їхніми пособниками з кримської «самооборони», одружився з Галиною Волосячик (1988, Рівненщина), лікарем бригади.
Після передислокації частини продовжив службу в Миколаєві. На початку листопада написав рапорт добровольцем у зону бойових дій. Загинув 2 грудня 2014-го, потрапивши під мінометний обстріл біля Авдіївки, міна впала за 1 метр від нього, до ротації не дожив 4 дні.
Залишились батьки, три сестри та дружина. Похований 4 грудня 2014-го в Чукові, в Немирівському районі оголошено жалобу.

## Нагороди та вшанування пам'яті
За особисту мужність і героїзм, виявлені у захисті державного суверенітету та територіальної цілісності України, вірність військовій присязі під час російсько-української війни
- нагороджений орденом «За мужність» III ступеня (26.2.2015, посмертно).
- нагороджений нагрудним знаком «За оборону Донецького аеропорту» (посмертно, 30 липня 2015 р.)[1]

У Чукові на фасаді загальноосвітньої школи, де вчився Іван Бенера, і на фасаді будинку, де він проживав, встановлено меморіальні дошки.
22 грудня 2015 року Миколаївська обласна державна адміністрація вручила дружині загиблого військовика Галині Волосячик ордер на квартиру.